# Humbertia madagascariensis
Humbertia madagascariensis là một loài thực vật có hoa trong họ Bìm bìm. Loài này được Lam. mô tả khoa học đầu tiên năm 1786.